# Idiognophomyia patula
Idiognophomyia patula är en tvåvingeart som beskrevs av Alexander 1960. Idiognophomyia patula ingår i släktet Idiognophomyia och familjen småharkrankar. Inga underarter finns listade i Catalogue of Life.